# Rússia al Festival de la Cançó d'Eurovisió Júnior
Rússia va ser un dels països que va debutar al Festival de la Cançó d'Eurovisió Júnior en 2005. La seva primera victòria va arribar l'any 2006, quan els Tolmachevy Twins van guanyar per a Rússia amb "Vesenniy jazz". La seva segona victòria va arribar el 2017, quan Polina Bogusevich va guanyar per a Rússia amb "Wings". El seu pitjor resultat fins ara l'han aconseguit Tanya Mezhentseva i Denberel Oorzhak amb la cançó "A Time for Us" al Festival de la Cançó d'Eurovisió Junior 2019 on van quedar 13è.
RTR ha representat a Rússia al Festival de la Cançó d'Eurovisió Junior. L'emissora ha seleccionat Ekaterina Ryabova per representar Rússia al Festival de la Cançó d'Eurovisió Júnior 2009 a Kíev amb la cançó "Malenkiy prints". Ekaterina Ryabova va representar Rússia una vegada més el 2011 amb la cançó "Kak Romeo i Dzhulyetta". També va ser la primera artista que va tornar a la història de l'Eurovisió Júnior.
Rússia havia confirmat inicialment la seva participació al concurs de 2022, però el 26 de febrer de 2022, les emissores russes VGTRK i Channel One Russia van expulsar la seva pertinença a l'EBU després que el país fos exclòs de participar en el Festival de la Cançó d'Eurovisió habitual a causa de la invasió russa d'Ucraïna, per la qual cosa va ser prohibit d'Eurovisió Júnior el 2022 i més enllà.

## Participació
Llegenda
| 2005                                  | Hasselt     | Vladislav Krutskij                     | «Doroga k solntsu» | 9  | 66  |
| 2006                                  | Bucarest    | Anastasia & Maria Tolmachovy           | «Vesenniy Jazz»    | 1  | 154 |
| 2007                                  | Rotterdam   | Aleksandra Golovchenko                 | «Otlichnitsa»      | 6  | 105 |
| 2008                                  | Limassol    | Mikhaïl Puntov                         | «Spit angel»       | 7  | 73  |
| 2009                                  | Kíev        | Iekaterina Riábova                     | «Malenkiy prints»  | 3  | 116 |
| 2010                                  | Minsk       | Sasha & Liza                           | «Boy and girl»     | 2  | 119 |
| 2011                                  | Erevan      | Iekaterina Riábova                     | «Romeo and Juliet» | 4  | 99  |
| 2012                                  | Amsterdam   | Lerika                                 | «Sensatsya»        | 4  | 88  |
| 2013                                  | Kíev        | Dayana Kirillova                       | «Dream on»         | 4  | 106 |
| 2014                                  | Marsa       | Alisa Kozhikina                        | «Dreamer»          | 5  | 96  |
| 2015                                  | Sofia       | Mikhaïl Smirnov                        | «Mechta (Dream)»   | 6  | 80  |
| 2016                                  | La Valletta | Water of Life Project                  | «Water of Life»    | 4  | 202 |
| 2017                                  | Tbilisi     | Polina Bogusevitx                      | «Wings»            | 1  | 188 |
| 2018                                  | Minsk       | Anna Filipchuk                         | «Nepobedimy»       | 10 | 122 |
| 2019                                  | Gliwice     | Tatyana Mezhentseva & Denberel Oorzhak | «A Time for Us»    | 13 | 72  |
| 2020                                  | Varsòvia    | Sofia Feskova                          | «My New Day»       | 10 | 88  |
| 2021                                  | París       | Tanya Mezhentseva                      | «Mon Ami»          | 7  | 124 |
| No hi va participar entre 2022 i 2025 |             |                                        |                    |    |     |